# ぬきてるみ
ぬき てるみ（1988年9月25日 - ）は、日本のプロボクサー。大阪府大阪市出身。真正ボクシングジム所属。現WBOアジアパシフィックバンタム級王者。元OPBF東洋太平洋女子スーパーフライ級王者。
本名及び旧リングネームは貫 輝美（読み同じ）。

## 来歴
2013年4月7日、井岡弘樹ボクシングジム所属として大阪府立体育会館（ボディメーカーコロシアム）にて廣岡魅速輝戦でデビューし、判定勝利。
8月10日、アゼリア大正にて北脇絵美に判定勝利。
12月21日、福岡市九電記念体育館にて池田綾乃に2回KO勝利。
2014年7月20日、福田香奈に1回TKO勝利。
11月9日、カイ・ジョンソンを迎え撃ち、判定勝利。
12月31日、ペットルークソー・ソープライトーン（ タイ）に1回KO勝利。
2015年4月3日、初のタイトル挑戦として小澤瑶生との東洋太平洋スーパーフライ級王座決定戦に挑むが、1-2の判定で初黒星を喫した。この試合よりリングネームを本名の「貫輝美」から平仮名表記の「ぬきてるみ」に変えた。
11月22日、タンピップ・シットサイトーン（ タイ）と対戦し6回TKOで再起成功。
2016年10月9日、インティダー・コーアディソン（ タイ）と対戦し2回TKO勝利。
2017年4月22日、大阪府立体育会館（エディオンアリーナ大阪。以下エディオン）にて小澤瑶生が世界挑戦のため返上し空位となった東洋太平洋スーパーフライ級王座決定戦として、かつて高野人母美と東洋太平洋スーパーバンタム級王座を争ったノーンブア・ルークプライアリー（ タイ）に3回TKOで勝利し初のタイトル獲得。
7月8日、メキシコ・サパポンにてマリアナ・フアレスが持つWBC女子世界バンタム級王座に挑戦するが、0-3判定で敗れ初の世界王座挑戦は失敗に終わった。
2018年2月17日、アルゼンチン・ネウケン州クトラルコにてデボラ・ディオニシウスが持つIBF女子世界スーパーフライ級王座に挑戦するが、0-3判定でまたしても世界王座挑戦は失敗に終わった。
5月26日、エディオンにてワッサナ・カームデー（ タイ）と対戦し、3回KOで再起成功。
8月11日、メキシコシティにてマリアナ・フアレスが持つWBC女子世界バンタム級王座に再度挑戦するが、0-3判定で返り討ちにされる。
2019年5月3日、エディオンにて元WBC女子世界ライトフライ級暫定王者のノンムアイ・ゴーキャットジムと対戦し、3回KOで再起成功。
2021年9月19日、元なでしこリーガーの佐山万里菜と対戦し、3-0判定で勝利。
2022年4月12日、自身初となる後楽園ホールにて世界選手権日本代表歴を有するアマチュアエリートの晝田瑞希と対戦。7回に2度ダウンを奪うも及ばず0-3（74-76、73-77×2）判定で敗れる。この試合後、保持していた東洋太平洋王座は空位になった。
2022年6月6日付で真正ジムに移籍。
2023年4月15日、エディオンにて移籍初戦として李明恩と対戦。4回TKOで勝利。
2024年1月12日、後楽園での『フェニックスバトル109』にてモニカ・シングとWBO女子アジアパシフィックバンタム級王座決定戦を行い、6回TKOで王座獲得。
2024年6月9日、アリーナ立川立飛にてOPBF女子東洋太平洋スーパーバンタム級王者の菊池真琴を相手に王座初防衛戦を行い、8回3-0（78-74×3）判定勝ちで初防衛成功。
2024年10月25日、デンマーク・ホルステブローにてWBC・WBO世界女子バンタム級2団体統一王者のディナ・ソルスランド相手に3度目の世界挑戦に臨むが、0-3判定負けでまたしても王座獲得ならず。

## 戦績
- プロボクシング：21戦 15勝 (10KO) 6敗

| 戦           | 日付           | 勝敗 | 時間    | 内容     | 対戦相手                                 | 国籍         | 備考                                         |
| ------------ | -------------- | ---- | ------- | -------- | ---------------------------------------- | ------------ | -------------------------------------------- |
| 1            | 2013年4月7日   | ☆    | 4R      | 判定 3-0 | 廣岡魅速輝（グリーンツダ）               | 日本         | プロデビュー戦                               |
| 2            | 2013年8月10日  | ☆    | 4R      | 判定 2-1 | 北脇絵美（フュチュール）                 | 日本         |                                              |
| 3            | 2013年12月21日 | ☆    | 2R 1:20 | TKO      | 池田綾乃（YANAGIHARA）                   | 日本         |                                              |
| 4            | 2014年7月20日  | ☆    | 1R 1:50 | TKO      | 福田香奈（S&K）                          | 日本         |                                              |
| 5            | 2014年11月9日  | ☆    | 6R      | 判定 3-0 | カイ・ジョンソン（竹原慎二&畑山隆則）    | 日本         |                                              |
| 6            | 2014年12月31日 | ☆    | 1R 1:47 | KO       | ペットルークソー・ソープライトーン       | タイ         |                                              |
| 7            | 2015年4月3日   | ★    | 8R      | 判定 1-2 | 小澤瑶生（フュチュール）                 | 日本         | OPBF東洋太平洋女子スーパーフライ級王座決定戦 |
| 8            | 2015年11月22日 | ☆    | 6R 1:43 | TKO      | タンティップ・シットサイトーン           | タイ         |                                              |
| 9            | 2016年10月9日  | ☆    | 2R 1:57 | TKO      | インティダー・コーアディソン             | タイ         |                                              |
| 10           | 2017年4月22日  | ☆    | 3R 1:24 | TKO      | ノーンブア・ルークプライアリー           | タイ         | OPBF東洋太平洋女子スーパーフライ級王座決定戦 |
| 11           | 2017年7月8日   | ★    | 10R     | 判定 0-3 | マリアナ・フアレス                       | メキシコ     | WBC女子世界バンタム級タイトルマッチ          |
| 12           | 2018年2月17日  | ★    | 10R     | 判定 0-3 | デボラ・ディオニシウス                   | アルゼンチン | IBF女子世界スーパーフライ級タイトルマッチ    |
| 13           | 2018年5月26日  | ☆    | 3R 0:51 | KO       | ノンキャット・ロングレンギーラコンケーン | タイ         |                                              |
| 14           | 2018年8月11日  | ★    | 10R     | 判定 0-3 | マリアナ・フアレス                       | メキシコ     | WBC女子世界バンタム級タイトルマッチ          |
| 15           | 2019年5月3日   | ☆    | 3R 2:10 | KO       | ノンムアイ・ゴーキャットジム             | タイ         |                                              |
| 16           | 2021年9月19日  | ☆    | 8R      | 判定 3-0 | 佐山万里菜（ワタナベ）                   | 日本         |                                              |
| 17           | 2022年4月12日  | ★    | 8R      | 判定 0-3 | 晝田瑞希（三迫）                         | 日本         |                                              |
| 18           | 2023年4月15日  | ☆    | 4R 1:48 | TKO      | 李明恩                                   | 韓国         |                                              |
| 19           | 2024年1月12日  | ☆    | 6R 0:17 | TKO      | モニカ・シング                           | インド       | WBO女子アジア太平洋バンタム級タイトルマッチ  |
| 20           | 2024年6月9日   | ☆    | 8R      | 判定 3-0 | 菊池真琴（石川ジム立川）                 | 日本         | WBOアジア太平洋防衛1                         |
| 21           | 2024年10月25日 | ★    | 10R     | 判定 0-3 | ディナ・ソルスランド                     | デンマーク   | WBC・WBO女子世界バンタム級タイトルマッチ     |
| テンプレート |                |      |         |          |                                          |              |                                              |

## 獲得タイトル
- OPBF東洋太平洋女子スーパーフライ級王座（防衛0=返上）
- WBO女子アジアパシフィックバンタム級王座（防衛1）